# Aralsjön

Sjöns minskning över tid, fram till 2014.

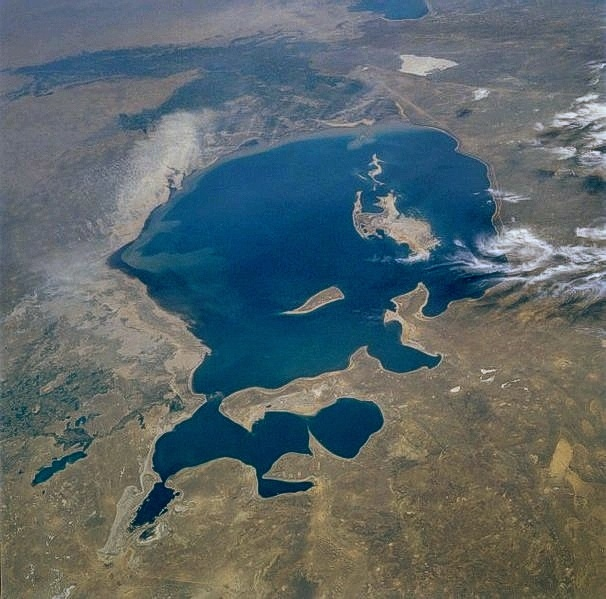
Aralsjön på satellitfoto 1985 (norr är nedåt).

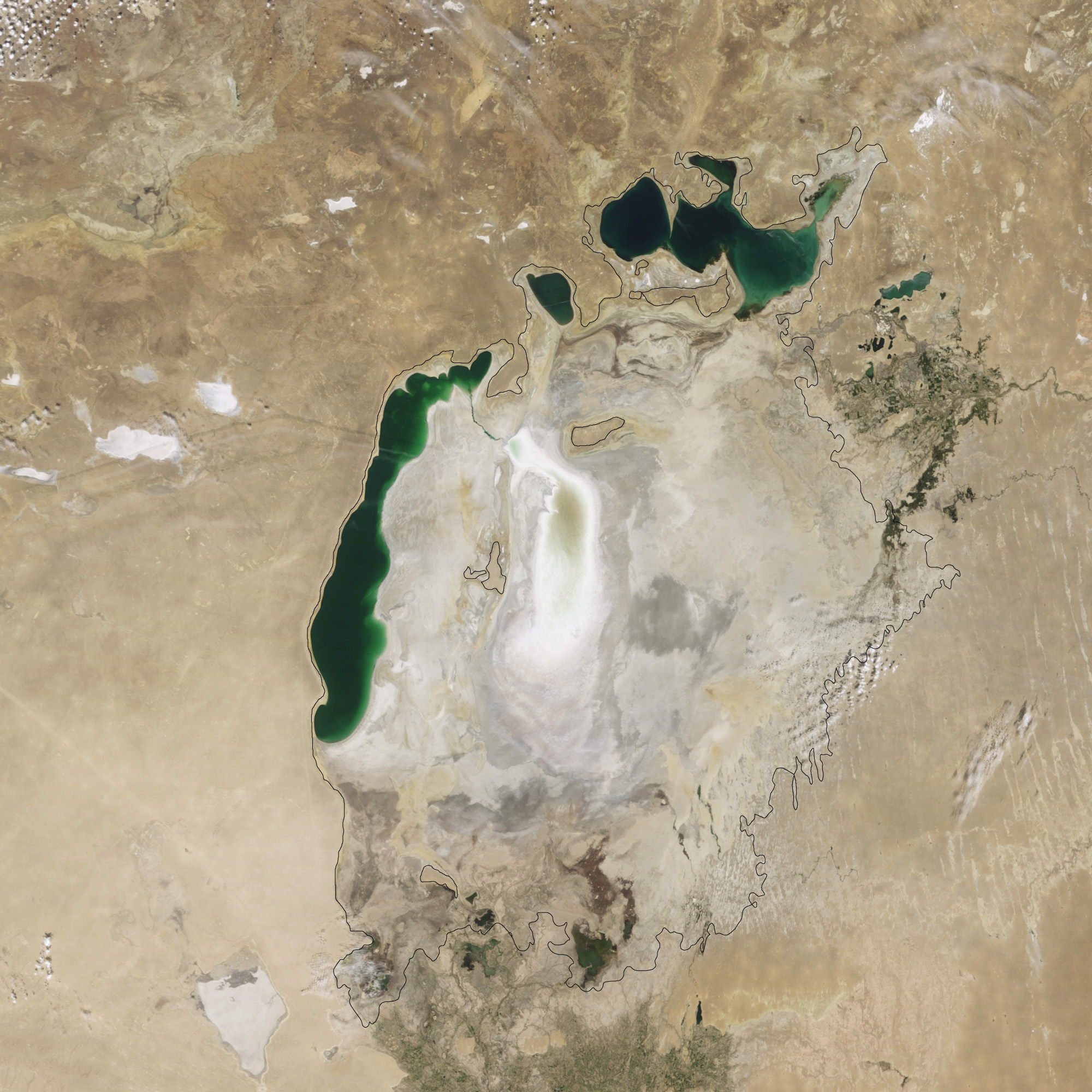
Aralsjön i augusti 2009, med strandlinjen år 1960 inritad som jämförelse.

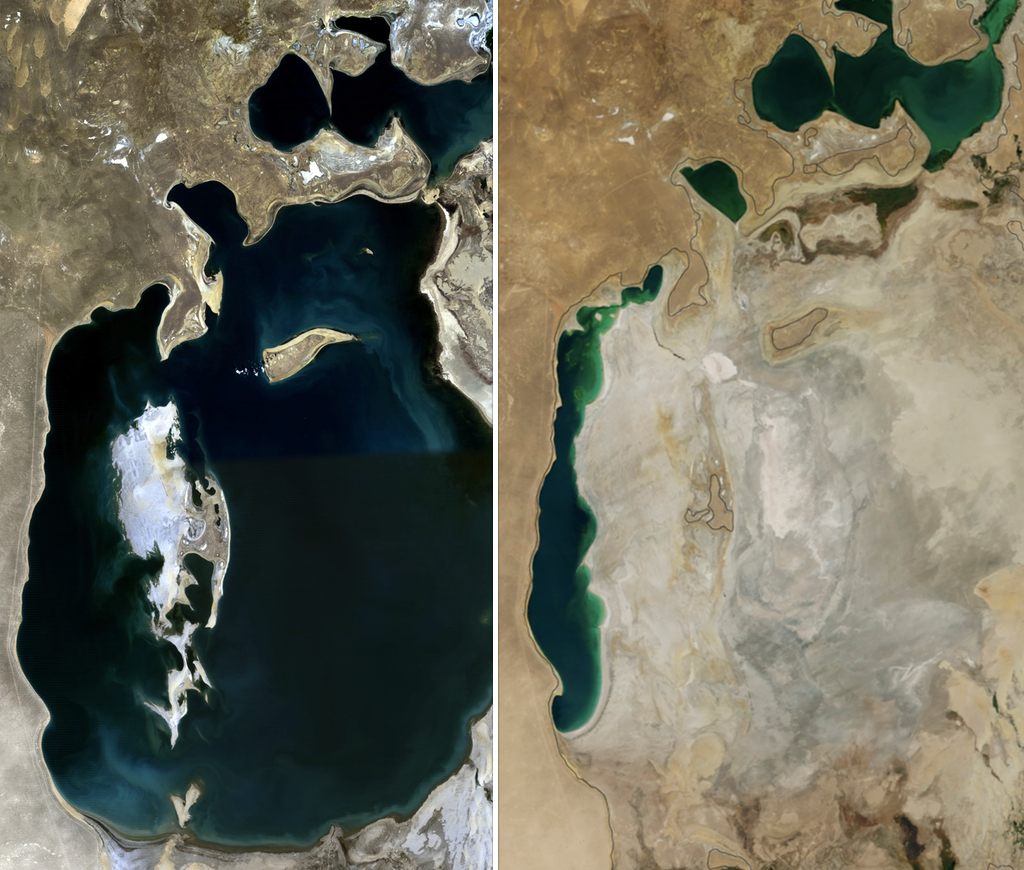
Aralsjön 1989 och 2014.

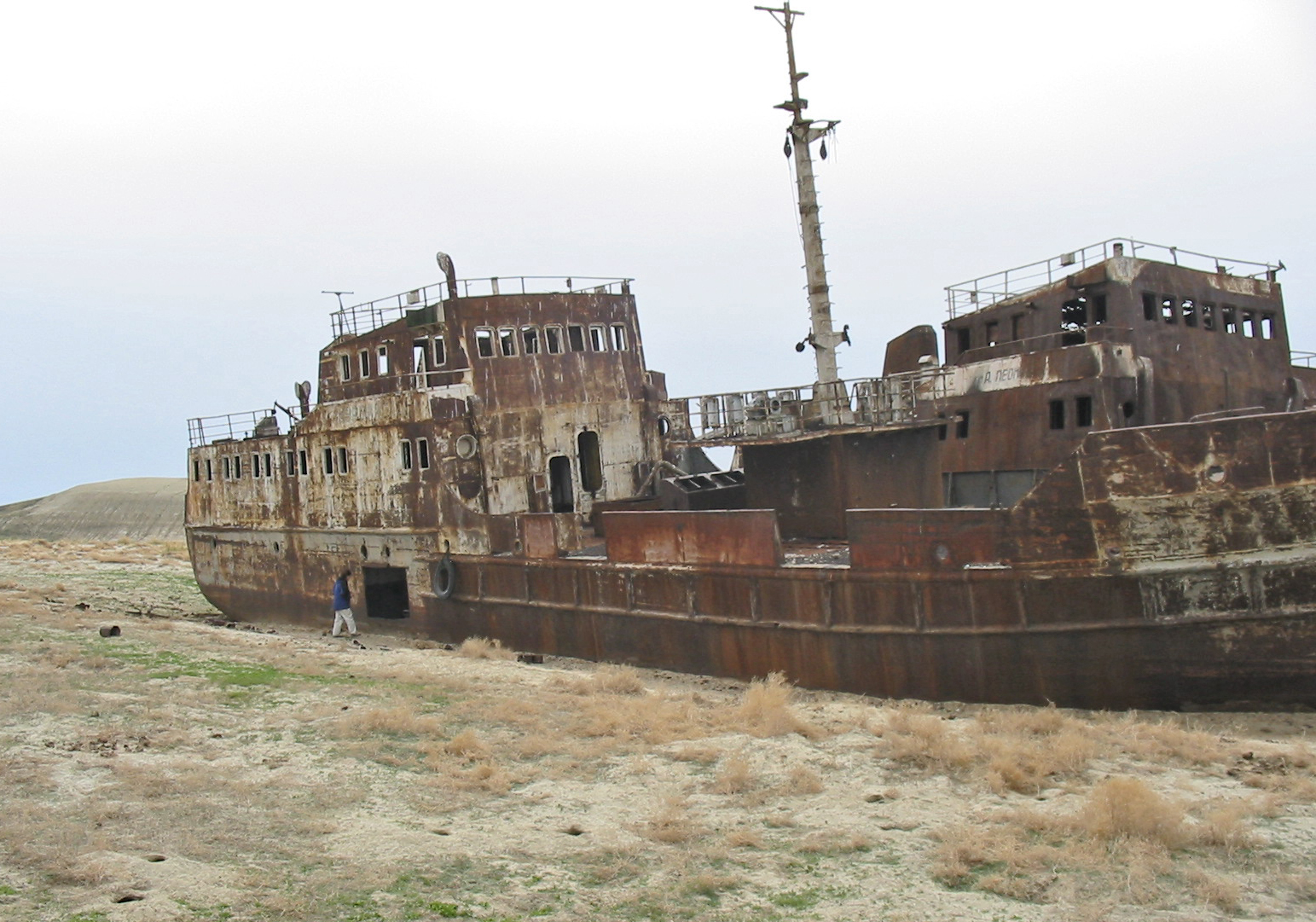
Ett övergivet fartyg nära Aral i Kazakstan (2003).

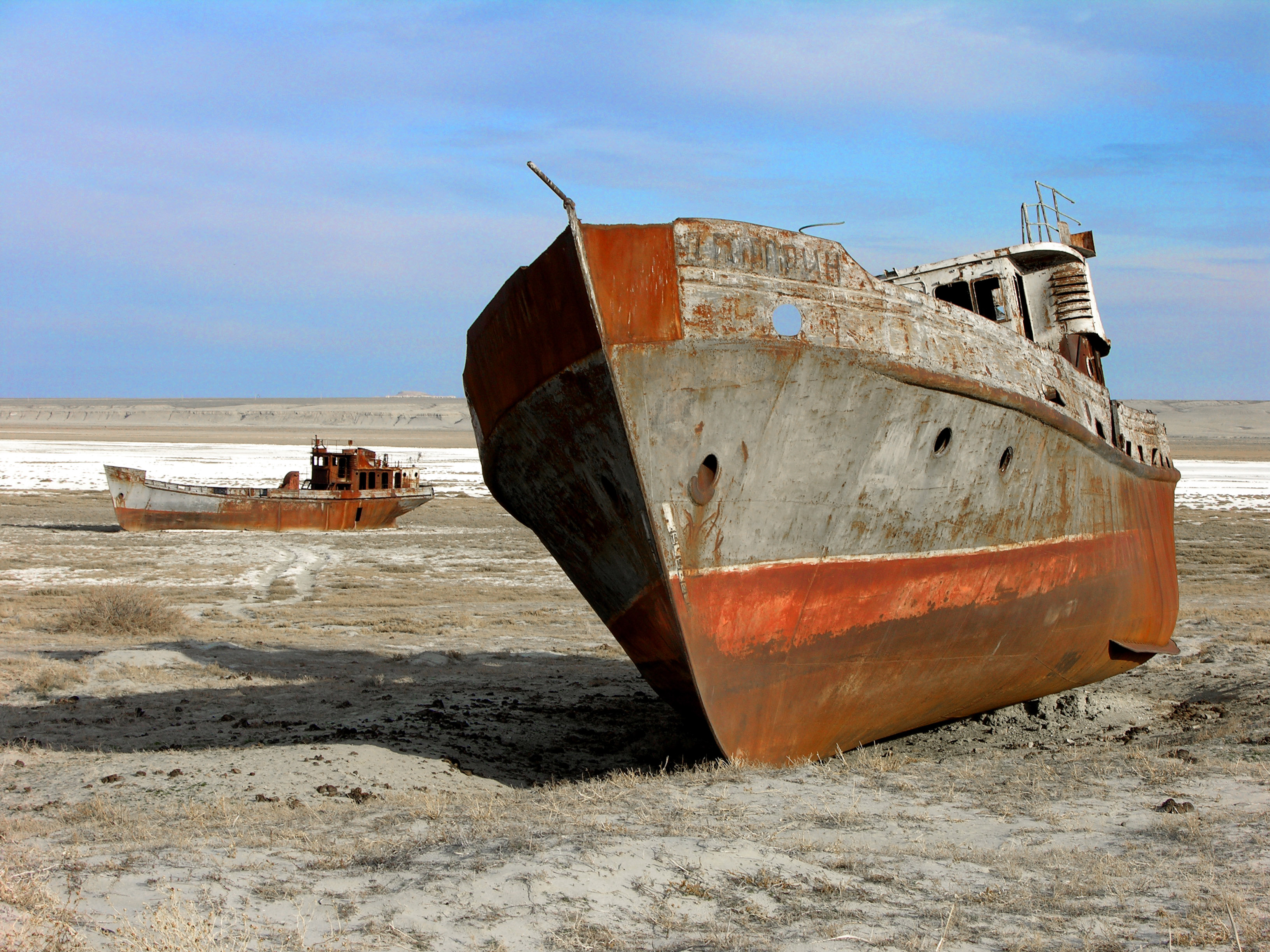
Övergivna fartyg i Aral i Kazakstan (2006).

Aralsjön (ryska: Аральское море, Araljskoje more, "Aral-havet", från kazakiskans Арал теңізі/Aral tengisi - sjön med öarna) var en endorheisk saltsjö på Turanlåglandet i Centralasien. Den låg mellan Kazakstan i norr och Uzbekistan i söder. Den var tidigare den fjärde största insjön på jorden (68 000 kvadratkilometer år 1960). Den började krympa på 1960-talet och 1997 hade Aralsjön minskat till 10% av sin ursprungliga storlek och delades upp i fyra åtskilda sjöar. Med uttorkningen har salthalten under samma tid ökat från cirka 1,0 procent till över 10 procent. 

I en pågående insats i Kazakstan för att rädda och fylla i Norra Aralsjön slutfördes ett dammprojekt år 2005; under 2008 hade vattennivån i Norra Aralsjön stigit med 12 meter jämfört med 2003. Salthalten har sjunkit och fisken återfinns igen i tillräckliga antal för att fisket ska vara livskraftigt. Det maximala djupet i Norra Aralsjön är 42 meter (från och med 2008).
Förre FN:s generalsekreterare Ban Ki-moon kallade krympningen av Aralsjön "en av planetens värsta miljökatastrofer". Regionens en gång så välmående fiskeindustri har ödelagts, vilket medfört arbetslöshet och ekonomiska svårigheter. Vattnet från den avledda floden Syr-Darja används för att bevattna cirka två miljoner hektar jordbruksmark i Ferganadalen. Aralsjöregionen är kraftigt förorenad, med åtföljande allvarliga folkhälsoproblem. UNESCO har lagt till historiska dokument om Aralsjön till sitt minne av världens register som en resurs för att studera miljötragedin.

## Historia
Sjöns tillopp kommer från floderna Syr-Darja i nordost och Amu-Darja i sydväst. Aralsjön är endorheisk (har inga utflöden) och tillrinningen balanseras endast av avdunstning. Till följd av detta har sjöns nivå varierat avsevärt under tidernas gång. Under förhistorisk tid har nivån varit så hög att sjön haft utlopp i Kaspiska havet. Sedan 1800-talet har sjön tilldragit sig stort intresse och man har noga följt vattenståndet som uppvisar en kraftig årstidsvariation överlagrat på en sjunkande trend med avbrott för vissa återhämtningar.

### Sjunkande vattennivåer
Fram till mitten av 1900-talet låg vattennivån ganska konstant. På 1960-talet började vattennivån att sjunka, under 60-talet med 20 cm per år, under 70-talet med 50–60 cm per år och under 80-talet med 80–90 cm per år, i takt med att mer och mer av tillflödenas vatten tagits i anspråk för konstbevattningsändamål. År 1987 hade vattennivån sjunkit så mycket att sjön hade delats i två delar, den norra, Lilla Aralsjön och den södra, Stora Aralsjön. Sedan 1990-talet har vattennivån fortsatt sjunka, om än i något långsammare takt än tidigare.
Av Aralsjön återstod år 2007 endast fyra mindre, åtskilda sjöar: Lilla Aralsjön, Barsakelmes-sjön (en mindre saltsjö) och Stora Aralsjön som delats i två delar: den östra och västra delen. Aralsjön hade nu till ytan minskat med 90 % (år 2007). År 2014 torkade den östra delen av Stora Aralsjön ut helt och istället bildades en saltöken, Aralkum.    
På Google Maps syns tydligt att det södra tillflödet, Amu Darja-floden, idag[när?] är helt torrlagd i höjd med Aralsjöns forna södra strand.
I historisk tid har sjön varit både större och mindre än idag. Den djupt eroderade strömfåra som blottlades mellan södra sjöns två delar vittnar om detta. Vid åtminstone ett tidigare tillfälle har kanal- och bevattningsprojekt i de flacka länderna söder om Aralsjön varit anledning till uttorkning.

### Ostrov Vozrozjdenija
Ostrov Vozrozjdenija är en halvö i sydvästra Aralsjön, som tidigare saknade landförbindelse. 1948 anlades ett laboratorium för biologiska vapen på ön, med tillhörande deponi. Öns största stad var Kantubek, med cirka 1 500 invånare, men Ostrov Vozrozjdenija har idag inga bofasta.
År 2002 fick Ostrov Vozrozjdenija landförbindelse och i samband med detta genomfördes en amerikansk rensningsexpedition till halvön, ledd av Brian Hayes från Pentagon. Projektet varade i tre månader och man hittade mellan 100 och 200 ton nedgrävda mjältbrandssporer.

## Lösning

### Föreslagna miljölösningar
Många olika lösningar på problemen har föreslagits under åren, varierande i genomförbarhet och kostnad, inklusive:
- Att förbättra kvaliteten på bevattningskanalerna
- Använda alternativa bomullsarter som kräver mindre vatten[13]
- Främja ekonomisk utveckling utanför jordbruket i uppströmsländer[14]
- Använda färre kemikalier på bomullen
- Odla andra grödor än bomull

I januari 1994 undertecknade Kazakstan, Uzbekistan, Turkmenistan, Tadzjikistan och Kirgizistan ett avtal om att utfästa 1% av sina budgetar för att hjälpa havet att återhämta sig.

### Återställningsstrategier

#### Teknologi
Delvis finansierade av UNDP har implementeringar i Kazakstan, såsom laserutjämning och bevattningsoptimering med energieffektiv teknik, visat sig vara effektiv.

### Norra Aralsjön restaureringsarbete
Arbete pågår för att delvis återställa norra Aralsjön. Bevattningsarbeten på Syr Darya har reparerats och förbättrats för att öka vattenflödet och i oktober 2003 tillkännagav den kazakiska regeringen en plan för att bygga Dike Kokaral, en betongdamm som skiljer de två halvorna av Aralsjön. Arbetet slutfördes i augusti 2005 och sedan dess har vattennivån i norra Aral stigit och dess salthalt minskat. Från 2006 har en viss återhämtning av havsnivån registrerats, snabbare än väntat. "Dammen har fått lilla Arals havsnivå att stiga snabbt till 38 m, från som lägst mindre än 30 m. En nivå på 42 m anses som livskraftig."
Den 15 juni 2021 meddelade Kazakstans centrala kommunikationstjänst att man planerar att plantera haloxylon på en miljon hektar av den dränerade botten av Aralsjön som en del av ansträngningarna att stoppa dammstormar i regionen. Andra insatser är att bygga ut havets vattenspegel.

### Framtiden för södra Aralsjön
Södra Aralsjön, varav hälften ligger i Uzbekistan, övergavs åt sitt öde. Större delen av Uzbekistans del av Aralsjön är helt förminskad. Diskussioner har förts om att återskapa en kanal mellan den något förbättrade norra Aralsjön och den uttorkade södra Aralsjön, tillsammans med osäkra planer för återställande av våtmarker i hela regionen, men politisk vilja saknas.

## Ekonomin runt sjön
År 1974 avgick den sista fiskebåten och 1982 upphörde det kommersiella fisket i Aralsjön helt. Då hade man redan grävt långa kanaler för att ens komma ut med fartygen. I Aralkum finns en skeppskyrkogård, där man kan beskåda de gamla fiskebåtarna. I fiskehamnstäderna, som Aral och Mo‘ynoq, blev arbetslösheten stor. 
Bomullen som odlas runt Amu-Darja och Syr-Darja är en så kallad cash crop, det vill säga en viktig exportgröda som ger ett inflöde av utländsk valuta till länderna. Det är därför svårt att bryta denna odling, men olika försök görs för att minska vattenanvändningen. Olika projekt i Kirgizistan, stödda av DEZA (den schweiziska motsvarigheten till Sida) och delfinansierat av HIDOS (den nederländska motsvarigheten) syftar till att öka andelen ekologisk bomull i landet och regionen.
Vattnet från Amu-Darja och Syr-Darja används inte bara till bevattning utan även till vattenkraft, framförallt i de övre delarna av loppen, det vill säga i Kirgizistan och Tadzjikistan.

## Miljö- och hälsoproblem
Lenin och Bolsjevikregeringen bestämde år 1918 att Syr-Darja och Amu-Darja skulle användas till konstbevattning av odlingar för spannmål, meloner, bomull och ris. Genom dessa avledningar av tillflödet, särskilt för odlingarna av bomull och ris, har sjön krympt drastiskt. Sedan 1960 (då sjön var världens fjärde största) har ytan minskat med 90 procent, volymen med 85 procent och nivån har sjunkit med 19 meter. 
I och med att Aralsjön är en saltsjö som saknar utlopp har den kraftiga minskningen av vattenmängden lett till att salthalten har ökat från 1 procent år 1960 till 9,2 procent år 2004. Den höga salthalten gjorde att nästan all fisk dog ut. Det kommersiella fisket minskade mellan 1960 och 1980 från 43430 ton till noll ton.
Antalet fiskarter i Aralsjön har historiskt varit lågt. Det fanns ett tjugotal arter, varav 10–12 stycken lämpade för fiske, vilket kan jämföras med närliggande Kaspiska havet med 130 olika arter. Under 1950- och 1960-talet inplanterades andra arter så att totala antalet uppgick till ca 30 arter. Under 1970-talet försvann alla ursprungliga sötvattensarter på grund av den ökade salthalten. I början av åttiotalet stoppades allt fiske helt. År 1990 återstod endast fem arter i Stora Aralsjön: sill (inplanterad från Östersjön), en plattfisk, prästfisk och två arter av smörbultsfiskar. Under 1990-talet försvann bägge smörbultsfiskarna och år 2001 fanns endast två arter kvar, prästfisk och flundra.
Ett samarbete mellan Danmark och Kazakstan har pågått sedan 1995 för att plantera in plattfisk från Kattegatt i den norra så kallade Lilla Aralsjön. Sjön är kraftigt förorenad av industriutsläpp och vapentester. Överskott av gödningsmedel från kringliggande jordbruk har också lett till stor övergödning. 
Efter byggandet av Kokoral-dammen år 2005 har Lilla Aralsjön ökat i yta och volym. I och med detta har även salthalten i densamma sjunkit ner till 1,4 procent, inte långt från den nivå som var under början av 1900-talet. Detta har i sin tur lett till att sötvattensfiskar som gädda, abborre och karp, som under lång tid hade tagit tillflykt i Syr-Darja, har återkommit till sjön. År 2005 fiskades det upp 695 ton fisk, år 2008 hade fångsten ökat till 1500 ton och år 2014 ökat ytterligare till 5595 ton fisk i Lilla Aralsjön. År 2016 hade fångsten ökat till 7106 ton och för år 2018 är fångstkvoten satt till 8200 ton fisk; detta var fortfarande långt under 60-talets fångstvolymer men ständigt ökande. 
Aralsjöns tillbakagång påverkar även omkringliggande marker. När vattnet avdunstat ligger salt och lösa sediment kvar, som med vindens hjälp sprids över stora områden och gör marken mindre fruktsam. Varje hektar torrlagd sjöbotten avger cirka 1,5–6 ton saltdamm per år. Man har hittat vindburet salt från sjön ända borta i Vitryssland och Turkiet.

### Människors hälsa
De stora mängderna salt, tungmetaller och rester av gödnings- och bekämpningsmedel som människorna runt Aralsjön får i sig via mat och dryck är dels ofta giftigt i sig och dels påverkar det immunförsvaret och gör människor känsligare för sjukdomar. Trettio gånger fler fall av tyfoidfeber har rapporterats, barnadödligheten är en av världens högsta och sjukdomar som cancer, bronkit, artrit och njur- och leversjukdomar blir allt vanligare. Det finns städer där hälften av befolkningen helt enkelt gett sig av på grund av de höga gifthalterna och den allt sämre ekonomin. År 1997 hade 97 % av kvinnorna i Karakalpakstan anemi, vilket är fem gånger så många som i slutet av 1980-talet.. Orsaken är kraftigt förhöjda värden av mangan och zink i dricksvattnet.

## Sjöar med liknande problem
- Tchadsjön
- Döda havet
- Salton Sea
- Sudd